# Blackpool
Blackpool là huyện nằm trên bờ biển phía tây bắc của nước Anh ở hạt Lancashire. Blackpool là nơi hoàn hảo để khám phá Lancashire và các vùng lân cận của phía tây bắc nước Anh, với gần 11 km (7 dặm) bãi biển cát vàng, là lý do mọi người thường tổ chức du lịch đến đây. Ngoài ra Blackpool thu hút thanh niên đến các câu lạc bộ của mình và vui chơi giải trí sống động, đặc biệt là các câu lạc bộ đêm.